# Nortanapis
Nortanapis là một chi nhện trong họ Anapidae.